# تيكساجفيماب/سيلجافيماب
تيكساجفيماب/سيلجافيماب ( Tixagevimab/cilgavimab)، الذي يباع تحت الإسم التجاري إيفوشيلد (Evusheld )، هو دواء للوقاية من الإصابة بمرض كوفيد-19 قبل التعرض له.   يمكن استخدامه لمن يزيد وزنهم عن 40 كجم أو يزيد عمرهم عن 12 عامًا.  و يعطى عن طريق الحقن في العضلات.  و تدعم الأدلة فوائده الصحية التي يوفرها لمدة تصل إلى ستة أشهر. 
الآثار الجانبية الشائعة لهذا العقار هي: الحساسية، و الصداع، و التعب، و الألم في موقع الحقن.   إضافة إلى ذلك، قد تشمل الآثار الجانبية الخطيرة الأخرى الحساسية المفرطة و مشاكل القلب.  أما السلامة أثناء الحمل فهي غير واضحة بالمرة.  إنه عبارة عن مزيج من جسمين مضادين وحيدي النسيلة.تيكساجفيماب و سيلجافيماب.  يعمل عن طريق ربط بروتين سبايك لفيروس SARS-CoV-2 مما يمنعه من دخول الخلايا. 
تمت الموافقة على التركيبة للاستخدام الطبي في كل من أوروبا في مارس و في كندا في أبريل 2022.   و في الولايات المتحدة، حصل على ترخيص الاستخدام الطارئ في ديسمبر 2021.  و في هذه الأخيرة تدفع الحكومة حوالي 855 دولارًا أمريكيًا لكل جرعة.  و تبلغ التكلفة التي يتحملها الفرد عادة أقل من 10 دولارات أمريكية. 